# Busseola longistriga
Busseola longistriga là một loài bướm đêm trong họ Noctuidae.